# Go-Uda
L'emperador Go-Uda (后 宇 多 天皇, Go-Uda-Tennō, 17 de desembre del 1267 - 16 de juliol del 1324) va ser el 91è emperador del Japó, segons l'ordre tradicional de successió. Va regnar entre 1274 i 1287. Abans de ser ascendit al Tron de Crisantem, el seu nom personal (imina) era Príncep Imperial Yohito (世仁 亲王, Yohito-shinnō).